# Gregorio Acindino
Gregorio Acindino (greco bizantino: Γρηγόριος Ἀκίνδυνος; fl. XIV secolo) è stato un monaco cristiano e teologo bizantino, vissuto nel quattordicesimo secolo.
Discepolo di Barlaam di Seminara, in un primo momento favorevole, poi ostile a Gregorio Palamas, il campione degli esicasti.
Si conoscono numerosi scritti, in gran parte inediti, tra cui un'opera in cinque libri contro Barlaam, due opere contro Palamas una delle quali in trimetri giambici, un poema sempre in trimetri giambici indirizzato a Niceforo Gregora e diverse lettere.